# Роберт Вейд
Роберт Ґрем Вейд (нар. 10 квітня 1921, Данідін, Нова Зеландія — пом. 29 листопада 2008, Лондон) — новозеландський та англійський шахіст і шаховий літератор. Чемпіон Нової Зеландії (1944, 1945) та Англії (1952, 1970). Міжнародний майстер (1950), міжнародний арбітр (1958).
1946 року переїхав до Англії, у складі збірної Англії брав участь у 6 шахових олімпіадах (1954—1962, 1972), на олімпіаді 1970 року виступав за команду Нової Зеландії. Грав у матчі СРСР-Англія (1954; 3-я шахівниця). 1950 року зіграв унічию матч з Л. Шмідом — 5:5. Найкращі результати в міжнародних турнірах: Венеція (1950) — 5-7-е місця; Богнор-Риджіс (1957 і 1958) — 2-5-е і 1-3-є; Сьєнфуегос (меморіал Капабланки, 1975) — 5-е місце.